# Ungleichungen von Clarkson
Die Ungleichungen von Clarkson (englisch Clarkson's inequalities) gehören zu einer ganzen Reihe von Resultaten, die von dem Mathematiker James Andrew Clarkson auf dem mathematischen Gebiet der Analysis geliefert wurden. Die Ungleichungen behandeln Abschätzungen zu Lp-Normen.

## Darstellung der Ungleichungen
Es handelt sich um zwei Ungleichungen. Im Einzelnen hat man dabei folgende Aussage:
Gegeben seien ein Maßraum {\displaystyle (\Omega ,{\mathcal {A}},\mu )} sowie reelle Zahlen {\displaystyle p,q>1} mit {\displaystyle q={\frac {p}{p-1}}}.

Weiter gegeben seien der zugehörige Lp-Raum {\displaystyle {\mathcal {L}}^{p}={\mathcal {L}}^{p}(\Omega ,{\mathcal {A}},\mu )} und darin zwei komplexwertige Funktionen {\displaystyle f,g\in {\mathcal {L}}^{p}} .

Unter diesen Bedingungen gelten

einerseits im Falle {\displaystyle p\geq 2} die Ungleichung

{\displaystyle \left\|{\frac {f+g}{2}}\right\|_{p}^{p}+\left\|{\frac {f-g}{2}}\right\|_{p}^{p}\leq {\frac {1}{2}}\|f\|_{p}^{p}+{\frac {1}{2}}\|g\|_{p}^{p}}

und

andererseits im Falle {\displaystyle 1<p<2} die Ungleichung

{\displaystyle \left\|{\frac {f+g}{2}}\right\|_{p}^{q}+\left\|{\frac {f-g}{2}}\right\|_{p}^{q}\leq \left[{\frac {1}{2}}\|f\|_{p}^{p}+{\frac {1}{2}}\|g\|_{p}^{p}\right]^{\frac {1}{p-1}}} .

## Hinweise
- Bei Hirzebruch/Scharlau werden die beiden Clarkson'schen Ungleichungen – in gleichwertiger Darstellung! – auch als Parallelogramm–Ungleichungen bezeichnet. Sie entstammen der Arbeit von Clarkson aus dem Jahr 1936  (s. u.). Diese Bezeichnung wird nachvollziehbar, wenn man in Rechnung stellt, dass die erste Clarkson'sche Ungleichung für den Fall {\displaystyle p\geq 2} (s. o.) gleichwertig ist mit der Ungleichung {\displaystyle \left\|f+g\right\|_{p}^{p}+\left\|f-g\right\|_{p}^{p}\leq 2^{p-1}\cdot \left(\|f\|_{p}^{p}+\|g\|_{p}^{p}\right)}, während die zweite Clarkson'sche Ungleichung für den Fall {\displaystyle 1<p<2} (s. o.) gleichwertig ist mit der Ungleichung {\displaystyle \left\|f+g\right\|_{p}^{q}+\left\|f-g\right\|_{p}^{q}\leq 2\cdot \left(\|f\|_{p}^{p}+\|g\|_{p}^{p}\right)^{\frac {1}{p-1}}} .[5]
- Den Lehrbüchern von Hirzebruch/Scharlau und Dirk Werner ist zu entnehmen, dass Clarkson die beiden Ungleichungen dem Beweis seines Satzes von Clarkson zugrunde gelegt hat.[5][2]
- Es gilt {\displaystyle {\frac {1}{p}}+{\frac {1}{q}}=1}.
- In den Beweis der zweiten Clarkson'schen Ungleichungen (s. o.) geht wesentlich ein, dass für {\displaystyle 1<p\leq 2} und {\displaystyle x\in [0,1]} stets die Ungleichung {\displaystyle (1+x)^{q}+(1-x)^{q}\leq 2\cdot (1+x^{p})^{\frac {1}{p-1}}} besteht.[3]